# قاعدة كيرومان
قاعدة كيرومان هي قاعدة لإيواء غواصات اليو بوت شيدتها ألمانيا النازية في خليج مدينة لوريان الفرنسية في الحرب العالمية الثانية بعد احتلال فرنسا. وكان الهدف منها أن تكون قاعدة للغواصات الألمانية بهدف توفير الصيانة لها وتموينها واستبدال طواقم الغواصات، ووكان الهدف الأهم هو أن تكون محمية من قصف قوات الحلفاء. تقرر مشروع بناء القاعدة في 28 يونيو 1940 على أن يضم ثلاثة هياكل عملاقة مكونة من مجموعة من المخازن وورش تصليح وصيانة الغواصات وشبكة من سكك الحديد وغرف للعاملين ومحطات معالجة للمياه ومخازن طوربيدات وذخائر ومحطات توليد للطاقة تمتد على مساحة 50 فدان أو ما يعادل 210 دونم. بين كانون الثاني 1941 وفبراير من عام 1942 تم بناء ثلاث هياكل عملاقة من الخرسانة المسلحة عرف الهيكل الأول والثاني والثالث باسم كي-1 وكي-2 وكي-3 على التوالي، وقد شرع ببناء الهيكل الرابع.
كانت القدرة الإستيعابية للقاعدة نحو 30 غواصة في نفس الوقت. بعد الفشل الذريع لطائرات الحلفاء وعدم قدرتها على إحداث أي تدمير بالقاعدة أو بمؤاوي غواصاتها، قرر الحلفاء تدمير ميناء لوريان وتسوية مدينتها بالأرض. قطع الحلفاء خطوط الإمداد إلى اليو بوت في قاعدة كيرومان من إمدادات الوقود والأسلحة (مثل الطوربيدات) بحيث أصبح من المستحيل بالنسبة لغواصات اليو بوت العودة إلى الحرب الدائرة في المحيط الأطلسي. بين 14 يناير 1943 و 17 شباط 1943، ألقت طائرات الحلفاء ما لا يقل عن 500 قنبلة شديدة الانفجار، وأكثر من 60,000 قنبلة حارقة على لوریان. وتم تسوية ما يقرب من 90٪ من المدينة بالأرض. وبالرغمن من كل هذا القصف الشديد الذي تلقته المدينة والقاعدة، لم يستسلم الجنود الألمان المقاتلين هناك بالرغم من محاصرة الجيش الأمريكي لهم حتى مايو من عام 1945 أي بعد يومين بعد اعلان انتهاء الحرب العالمية الثانية وكان سبب توقف معركة حصن كيرومان نقص التموين والغذاء داخل الحصن.

## بعد الحرب
بعد الحرب تم استخدام القاعدة من قبل البحرية الفرنسية حتى عام 1997. وعرفت من قبل الفرنسيين باسم Base Ingénieur Général Stosskopf وفي يوليو عام 1946، أحتفلت القاعدة بإسمها الجديد الفرنسي الناطق بالألمانية جاك ستوسكوف، الذي شغل منصب مدير بناء السفن لصالح الألمان في القاعدة بينما كان سرا في المقاومة الفرنسية، وقدم معلومات قيمة عن تحركات الغواصات لقوات الحلفاء خلال الحرب حتى تم اكتشاف أنشطته وتمت تصفيته. في الوقت الحاضر تفتح القاعدة أبوابها امام زوارها في جولات سياحية ويمكن رؤية الهيكل الثالث بسمك جدرانه البالغ ما بين 3.40 و7 أمتار المبني من الخرسانة المسلحة. كما يمكن رؤية البرج المضاد لطائرات على سطح القاعدة والذي تستطيع من خلاله رؤية الميناء ومقر القيادة البحرية النازية السابق.

## الهياكل
- الهيكل الأول، ويدعى كي-1 ويضم 5 مخازن عملاقة ارتفاع كل مخزن 18 متر وطوله 120 متر وعرض 85 متر وسمك السقف 3.40 متر من الإسمنت المسلح.
- الهيكل الثاني، ويدعى كي-2 ويضم 7 حظائر غواصات ارتفاع كل مخزن 18 متر وطوله 120 متر وعرض 85 متر وسمك السقف 3.40 متر من الإسمنت المسلح.
- الهيكل الثالث، ويدعى كي-3 ويضم 7 مخازن مغطاة بسقف مكون من ثلاث طبقات بمجموع سمك يصل إلى 7 أمتار.

## معرض صور

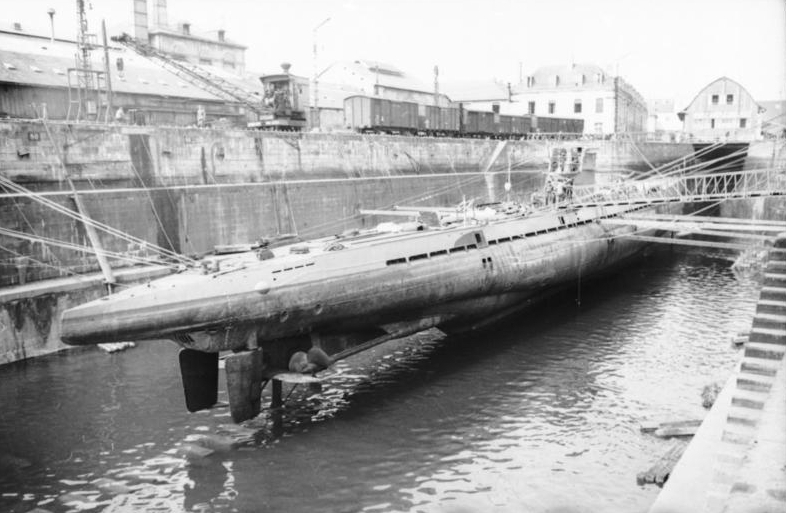
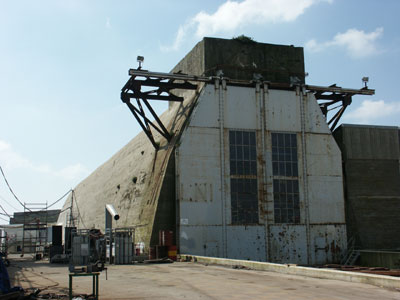
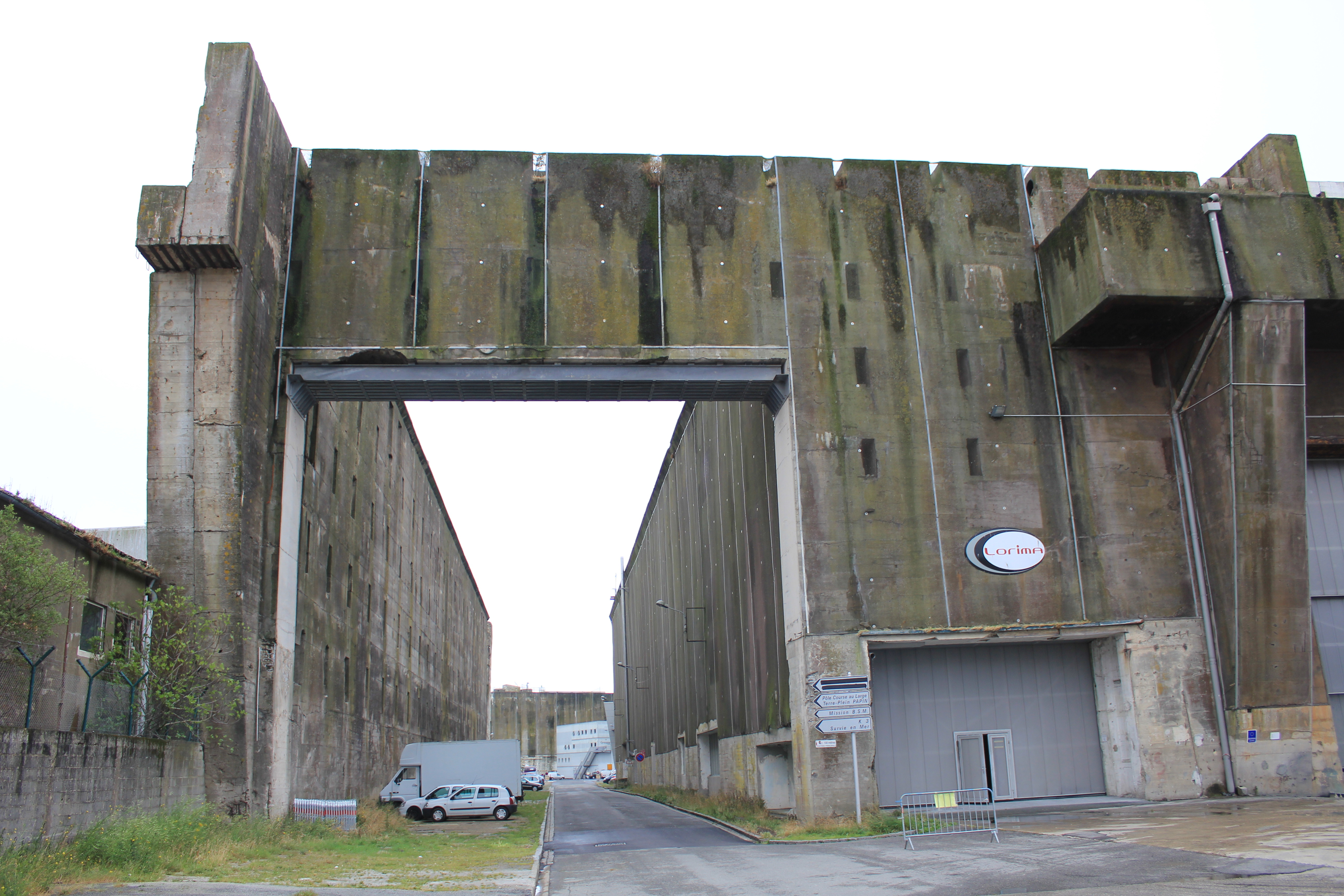
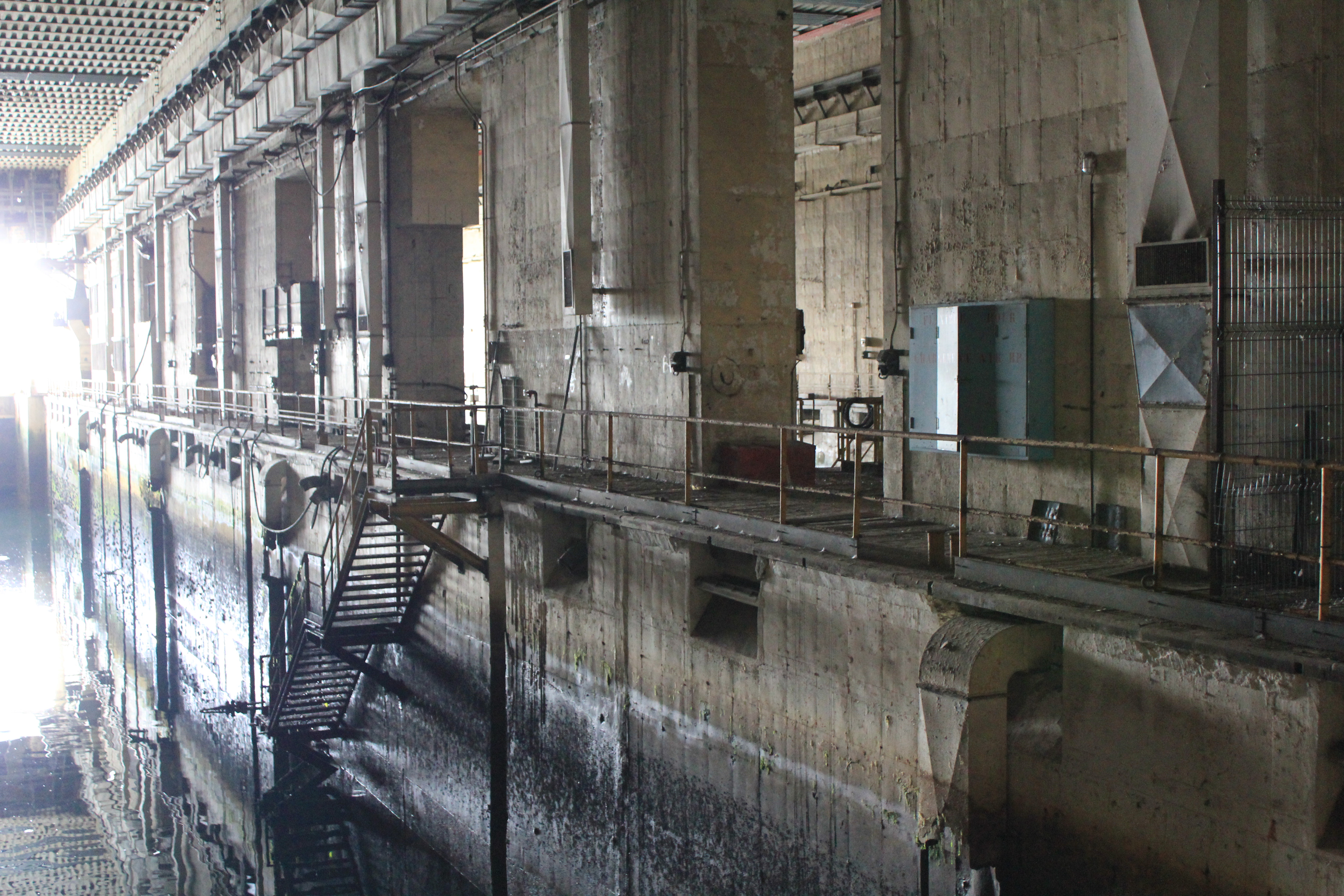
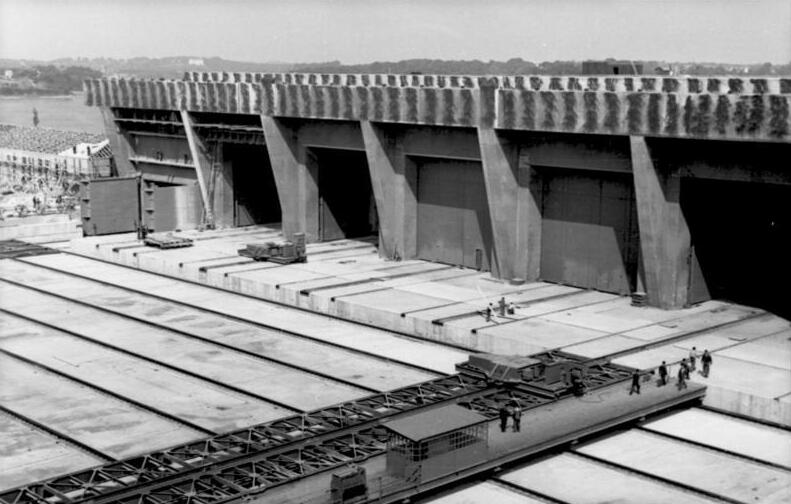